# Lilly Turner
Lilly Turner ist ein US-amerikanisches Drama mit Ruth Chatterton unter der Regie von William A. Wellman.

## Handlung
Lilly Turner heiratet als naives junges Mädchen den Verführer Rex Durkee, der als Illusionist bei einem Wanderzirkus arbeitet. Schon nach wenigen Monaten durchschaut Lilly ihren Mann, der sie betrügt und in jeder Hinsicht verächtlich behandelt. Am Ende kommt sogar heraus, dass Rex ein Bigamist ist. Er verlässt die schwangere Lilly, die aus Verzweiflung den Heiratsantrag des freundlichen Dave Dixon annimmt. Das Paar lebt in großer Armut und verdient sein Geld im Tingeltangel und in billigen Vaudevilles. Während Rex zunehmend dem Alkohol verfällt, nimmt sich Lilly, die mittlerweile eine abgebrühte Frau geworden ist, ständig neue Liebhaber. Eines Tages trifft sie auf Bob Chandler, eine arbeitslosen Ingenieur, der als Taxifahrer seinen Lebensunterhalt verdient. Gerade als das Paar über die Grenze nach Mexiko in eine bessere Zukunft fliehen will, kommt es zu einem Zwischenfall im Zirkus, bei dem Dave so schwer verletzt wird, dass er im Rollstuhl sitzen muss. Er bittet Lilly, bei ihm zu bleiben. In Anerkennung für die Freundlichkeiten, die er ihr früher erwiesen hat, verspricht  Lilly, sich um ihn zu kümmern. Bob versichert Lilly, sie ewig zu lieben.

## Hintergrund
Nach einer Reihe von Misserfolgen entschloss sich Ruth Chatterton, die bei Paramount Pictures unter Vertrag stand, Mitte 1931 dazu, das Angebot der Konkurrenz von Warner Brothers anzunehmen und wechselte gemeinsam mit ihren Kollegen Kay Francis und William Powell zu bedeutend höheren Gagen. Die Zusammenarbeit mit Warners verlief allerdings nicht so, wie sich beide Seiten das vorgestellt hatten. Chatterton war zunehmend unzufrieden mit den angebotenen Rollen, die sie meist als berechnende Frau aus dem Unterschichtenmilieu zeigten, und immer häufiger weigerte sie sich, die angebotenen Drehbücher zu akzeptieren. Die meisten Parts gingen an Kay Francis, so The House on 56th Street, Dr. Monica und Mandalay.
Der Autor Mick LaSalle erklärt den Erfolg von Chatterton beim Publikum in seinem Buch Complicated Women: Sex and Power in Pre-Code Hollywood wie folgt: 

„[Sie ist] das Idealbild einer selbstbestimmten Frau in den 1930ern. Selbst in tränenreichen Melodramen bleibt sie fordernd. Klein und mit eher weiblichen Formen, war Chatterton absolut davon überzeugt, schön zu sein und entsprechend brachte sie auch ihre Umwelt dazu, das zu glauben. […] Sie war eine Diva.“

Regisseur William A. Wellman stand zu Beginn der 1930er bei Warner Brothers unter Vertrag, wo er meist Filme mit sozialkritischem Hintergrund drehte. Seine Arbeiten in Safe in Hell sowie die Filme mit Barbara Stanwyck wie Night Nurse und So Big zeigten die Verzweiflung und materiellen Nöte, die die Weltwirtschaftskrise ausgelöst hatte am Beispiel von dramatischen Frauenschicksalen. Er hatte mit Chatterton bereits in Frisco Jenny zusammengearbeitet. Ruth Chatterton und George Brent waren zum Zeitpunkt der Dreharbeiten verheiratet. Brent war insgesamt viermal ihr Filmpartner.

## Kritik
In der New York Times schrieb der Kritiker Mordaunt Hall wenig Nettes über die Hauptdarstellerin: 

„[Chatterton] ist nicht in ihrem Element in derartigen Geschichten. Sie ist bedeutend besser in weltgewandten Sujets aufgehoben.“

Etwas freundlicher gegenüber dem Star äußerte sich Variety:   

„Miss Chatterton ist im Grunde die ganze Geschichte und der Star tut wirklich alles, um die Mängel in Story und Regie auszugleichen.“